# بخش اولواراریا
بخش اولواراریا پارتیدو (به اسپانیایی: Partido de Olavarría) یک منطقهٔ مسکونی در آرژانتین است که در استان بوئنوس آیرس واقع شده‌است. بخش اولواراریا پارتیدو ۷٬۷۱۵ کیلومتر مربع مساحت و ۱۱۱٬۷۰۸ نفر جمعیت دارد.